# Bruised
Bruised ist ein US-amerikanischer Spielfilm von und mit Halle Berry aus dem Jahr 2020.

## Handlung
Die alternde Mixed-Martial-Arts-Kämpferin Jackie Justice hat vor vier Jahren ihre vielversprechende Karriere nach ihrer ersten Niederlage beendet. Jackie lebt mit ihrem Freund und ehemaligen Manager Desi unter ärmlichen Verhältnissen in Newark, New Jersey. Ihren Lebensunterhalt verdient die unter Alkoholproblemen leidende Frau als Putzfrau. Desi versucht Jackie dazu zu bewegen wieder in den Ring zu steigen, aber sie weigert sich.
Bei einem illegalen Kampf, den Desi besucht, um eine neue Kämpferin anzuheuern, wird Jackie vom Publikum erkannt. Als Jackie, entsetzt vom brutalen Kampfstil der aktuellen Siegerin Randi, von dieser provoziert wird, kommt es zum Zweikampf, den Jackie für sich entscheiden kann. Durch die Schlägerei erweckt das Pärchen die Aufmerksamkeit des erfahrenen Promotors Immaculate; dieser bietet Jackie an, ihr in seiner Liga, der Invicta Fighting Championships, zu einem Titelkampf zu verhelfen.
Zu Hause werden Jackie und Desi von Jackies Mutter Angel erwartet. Sie hat Manny, den fünfjährigen Sohn Jackies mitgebracht. Jackie sieht Manny zum ersten Mal, da der Junge bei seinem Vater aufgewachsen ist. Nun wurde Mannys Vater erschossen und der verstörte Junge verweigert das Reden.
Jackie entschließt sich, das Angebot von Immaculate anzunehmen. Sie wird von der weiblichen Trainerin Buddhaken und dem älteren Pops trainiert.
Das Verhältnis zwischen Desi und Jackie wird, bedingt durch den Erfolg Jackies und die Anwesenheit Mandys, zunehmend schlechter. Nach einem Streit verlässt Jackie ihren Freund und zieht zu ihrer Mutter. Neben dem Kampftraining kümmert sich Jackie um Manny, beginnt ein lesbisches Verhältnis mit Buddhaken und hört mit dem Trinken auf.
In Atlantic City trifft Jackie auf den Champion im Fliegengewicht, Lucia „Lady Killer“ Chavez. Während des Kampfs über die vollen fünf Runden, gelingt es Jackie das Publikum zu begeistern, verliert jedoch nach Punkten. Manny hat nun Vertrauen in seine Mutter und beginnt zu sprechen.

## Hintergrund
Der Film feierte seine Premiere am 12. September 2020 auf dem Toronto International Film Festival und wurde am 24. November 2021 auf Netflix veröffentlicht.

## Rezeption
Doris Kuhn bezeichnet Berrys erste Regiearbeit in der Süddeutschen Zeitung als „angenehm zurückhaltend“ und lobt „… sie [Berry] weiß, dass wir wissen, wie solche Geschichten aussehen.“

## Synchronisation
Die deutschsprachige Synchronbearbeitung entstand 2020 nach dem Dialogbuch von Heike Kospach und unter der Dialogregie von Heike Kospach und Klaus Bauschulte bei der Iyuno Germany in Berlin.
| Rolle                      | Darsteller              | Synchronsprecher         |
| -------------------------- | ----------------------- | ------------------------ |
| Jackie Justice             | Halle Berry             | Melanie Pukaß            |
| Angel McQueen              | Adriane Lenox           | Heike Schroetter         |
| Bobbi Buddhakan Berroa     | Sheila Atim             | Dana Friedrich           |
| Desi                       | Adan Canto              | Jacob Weigert            |
| Igor                       | Nikolai Nikolaeff       | Mark Schmal              |
| Immaculate                 | Shamier Anderson        | Tobias Schmidt           |
| Kampfansager               | Mark Fratto             | Bastian Sierich          |
| Lucia „Lady Killer“ Chavez | Walentyna Schewtschenko | Olivia Meyer Montero     |
| Pops                       | Stephen Henderson       | Engelbert von Nordhausen |
| Teenager #1                | Mark Cayne              | Asad Schwarz             |
| Teenager #2                | Julio A. A. Sanchez     | Sebastian Kluckert       |
| Kommentator                | Yves Edwards            | Simon Derksen            |